# 슈퍼트램프
슈퍼트램프(Supertramp)는 1970년대 인기를 끌었던 영국의 록 밴드이다. 1969년부터 1970년까지 대디(Daddy)라는 이름으로 활동하였다.
슈퍼트램프는 초기에 화려한 분위기의 앨범을 내 놓았으나, 이들은 초기 음악보다는 이후에 내 놓은 비틀즈의 영향을 받은 노래들(〈Dreamer〉, 〈Goodbye Stranger〉, 〈Give a Little Bit〉, 〈The Logical Song〉 등)로 더 널리 알려졌다.

## 음반 목록
- Supertramp (1970)
- Indelibly Stamped (1971)
- Crime of the Century (1974)
- Crisis? What Crisis? (1975)
- Even in the Quietest Moments... (1977)
- Breakfast in America (1979)
- ...Famous Last Words... (1982)
- Brother Where You Bound (1985)
- Free as a Bird (1987)
- Some Things Never Change (1997)
- Slow Motion (2002)